# 解放南路 (乌鲁木齐市)
解放南路是中華人民共和國新疆維吾爾自治區烏魯木齊市天山區一條南北走向道路，道路北起人民路，南至團結路。道路全长1486米。中华人民共和国成立前该路分段分为南关、南哨门和财神楼，1947年時該三段道路統稱中正南路。1949年9月25日新疆和平解放，同年10月20日中國人民解放军进入新疆，道路所在之處舉辦了歡迎儀式。1950年道路更名为解放路。1980年道路分为两段，南段命名为解放南路。